# Conservatori Femení
El Conservatori Femení va ser una escola de música creada durant la primera meitat del segle XX per la pianista Isabel de la Calle, al barri de Gràcia de Barcelona.

## Història: els noms i les seus
El curs 1913-1914 és encara un conservatori particular de música per a senyoretes; a partir de 1916 s'anuncia ja amb el nom de Conservatori S.A.R. Infanta Isabel, sota la protecció de la infanta Isabel de Borbó, i adoptà el nom definitiu de Conservatori Femení a partir dels primers anys 30. Després de 1933 cessà l'activitat de la institució.
Al llarg de la seva existència havia ocupat diverses ubicacions al carrer de Salmerón –actual carrer Gran de Gràcia–; primer al número 247, després al 183, més endavant al número 47 i finalment al número 130, a la cantonada del carrer de Montseny, en un indret on encara es conserva un plafó ceràmic amb l'anunci de l'escola. Oferia classes de solfeig, piano, harmonia, cant, violí, violoncel, arpa, guitarra, mandolina, rítmica i idiomes.

## Alumnes i professores

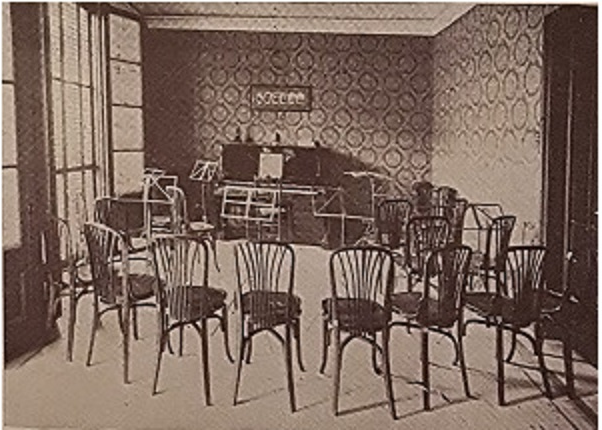
Aula de piano i de conjunts instrumentals

Trobem entre les seves alumnes noies de famílies benestants de la ciutat, algunes de les quals en serien després professores: Roser i Montserrat Gili i Esteve, Rosa Leveroni, Conxa i Teresa Raduà Maymó; Carmela de Larrocha, Maria i Carme Fontseré, Maria i Dolors Ventosa, Roser Coscolla, les germanes Pilar i Carolina Coquillat, Josefa Bijuesca.

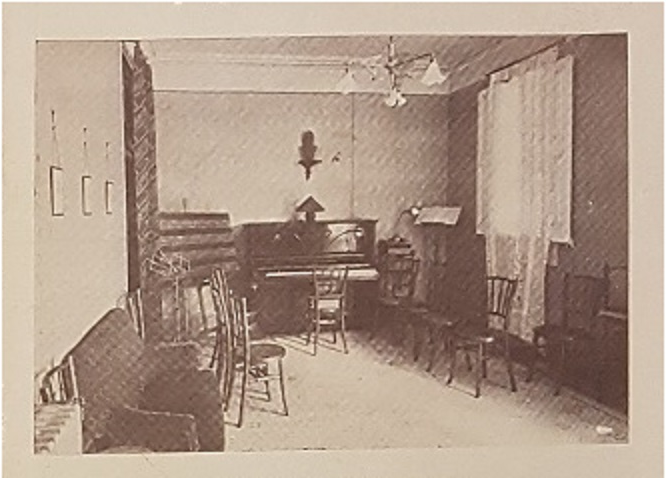
Aula de solfeig i piano

Dirigit sempre per Isabel de la Calle, comptava entre les professores amb noms il·lustres, que de vegades havien estat prèviament alumnes del conservatori, com la mateixa Carmela de Larrocha, les violinistes Teresa i Dolors Morera Traval, la violoncel·lista Maria Pedret, la pianista Maria Llucià, l'arpista Antònia Cortinas, les professores de cant Angelina Esquembre, Pilar Rubí o Concepció Callao, que exercí també en alguna època com a sotsdirectora del Conservatori

## L'activitat acadèmica
Durants els primers anys els tribunals examinadors que atorgaven els títols de teoria musical, solfeig, piano o violí estaven formats pels músics Joan Lamote de Grignon, Robert Goberna i Eusebi Bosch i Humet –i, després, també per Joan Gibert Camins o Jaume Pahissa. La junta consultiva del Conservatori estava constituïda per Hans T. Moller –cònsol de Noruega a Barcelona–, Francisco Suárez Bravo, Josep Cirera Escala –regidor de districte–  i Gustau Gili –editor i aleshores també regidor de l'Ajuntament.
Els festivals benèfics o les funcions de Nadal i final de curs que el Conservatori Femení oferí al llarg dels anys se celebraven al Coliseu Pompeia, a l'antiga seu del Foment del Treball, al Salut Esport Club, a l'Institut de Cultura i Biblioteca de la Dona, a l'Empar de Santa Llúcia, al Centre Moral i instructiu de Gracia o a l'Orfeó Gracienc.